# ATS Reporting Office

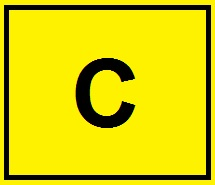
Il cartello che identifica l'ARO presso un aerodromo.

L'Air Traffic Services Reporting Office (tradotto in Ufficio informazioni dei servizi del traffico aereo), abbreviato in ARO, è un ente istituito allo scopo di ricevere le informazioni emesse dal Servizio informazioni aeronautiche ed i piani di volo presentati dagli equipaggi prima della partenza e divulgare tali informazioni per gli scopi connessi con l'erogazione dei Servizi del traffico aereo e per la navigazione aerea.
L'ubicazione di un ARO è evidenziata presso gli aerodromi mediante un cartello giallo con una C nera.

## Compiti
I principali compiti svolti da un ARO consistono nel ricevere i piani di volo da parte degli equipaggi in forma cartacea, informatica oppure telefonica, nell'immissione dei dati inerenti a tali voli nelle apposite reti di comunicazione e quindi nella loro diffusione presso gli enti interessati alla gestione voli. Le funzioni di un ARO, tuttavia, non si limitano solo a questo ma comprendono anche le seguenti attività:
- predisposizione, aggiornamento ed erogazione dei briefing agli equipaggi ed agli operatori interessati;
- predisposizione delle informazioni pre-volo per gli equipaggi e per gli operatori;
- gestione delle apparecchiature necessarie per i briefing remoti;
- gestione delle informazioni aeronautiche e loro diffusione all'utenza;
- consulenza nell'interpretazione delle informazioni aeronautiche;
- distribuzione delle necessarie informazioni ai controllori del traffico aereo ed agli operatori dei servizi del traffico aereo;
- ricezione delle informazioni post-volo da parte degli equipaggi e adeguata gestione e diffusione di tali informazioni.

La vigente normativa infatti prevede che il personale addetto alle operazioni di volo debba avere accesso presso ogni aeroporto alle notizie essenziali per la sicurezza, regolarità ed efficienza della navigazione aerea e relative alle rotte con origine dall'aeroporto stesso.
Le informazioni sono rese disponibili presso l'ARO dell'aeroporto, ove istituito, o presso
l'ARO di riferimento indicato nelle pubblicazioni informazioni aeronautiche.

## Ubicazione
Un ARO può essere presente all'interno di un aeroporto come ufficio autonomo, oppure può essere coubicato con altro Ente ATS, oppure organizzato in maniera tale da riunire al suo interno le competenze di diversi ARO con servizi rivolti all'utenza di più aeroporti.

## Personale
L'Organizzazione Internazionale dell'Aviazione Civile (ICAO), organismo internazionale competente in materia, non prescrive dei requisiti obbligatori per il personale impiegato presso gli ARO e non prevede per essi il possesso di specifica licenza. Tuttavia sono in corso di definizione in campo internazionale dall'ICAO degli standard auspicabili per il personale impiegato presso gli ARO, ossia:
- età minima di 18 anni;
- titolo di studio minimo di scuola media secondaria e aver comunque sostenuto istruzione scolastica per almeno 11 anni comprendente lo studio di materie quali geografia, fisica, matematica;
- aver sostenuto un esame inerente alle conoscenze informatiche di base;
- aver sostenuto un accertamento dell'idoneità psicofisica alle funzioni;
- avere una conoscenza basica della lingua inglese;
- aver frequentato un apposito corso formativo inerente alle funzioni da espletare.